# Thomas Lebas
Thomas Lebas (* 14. Dezember 1985 in Pau) ist ein französischer Radrennfahrer.

## Karriere
Nach mehreren Jahren bei französischen Radsportvereinen wechselte Lebas 2012 nach Japan zum Continental Team Bridgestone Anchor. Seine ersten Erfolge dort konnte er im Jahr 2013 feiern. Er gewann eine Etappe sowie die Gesamtwertung bei der Tour de Hokkaidō. Im Jahr 2017 wechselte er zum Kinan Cycling Team. in seinem zweiten Jahr dort konnte er einen Etappensieg bei der Tour of Japan feiern. In der Gesamtwertung der UCI Asia Tour 2018 belegte er am Ende den fünften Rang. Seinen bisher größten Erfolg feierte Thomas Lebas im Jahr 2019 mit dem Gesamtsieg  der Tour d’Indonesia.

## Erfolge
2013
- Gesamtwertung und eine Etappe Tour de Hokkaidō

2014
- Gesamtwertung Tour International de Sétif
- eine Etappe Tour International de Constantine
- eine Etappe Tour Cycliste International de la Guadeloupe

2015
- Gesamtwertung Le Tour de Filipinas
- eine Etappe Tour Cycliste International de la Guadeloupe

2017
- eine Etappe Tour de Kumano
- Gesamtwertung und eine Etappe Tour de Flores

2018
- eine Etappe Tour of Japan

2019
- eine Etappe Tour de Kumano
- Gesamtwertung Tour d’Indonesia
- eine Etappe International Tour de Banyuwangi Ijen